# Björn Vennström
Björn Vennström, född 1948 på Åland, är en åländsk professor i molekylärbiologi och utvecklingsbiologi vid Karolinska Institutet.

## Biografi
Vennström växte upp i Mariehamn och gick sedan ut från Ålands lyceum 1967 och har senare uppgett i Ålands radio att han redan under läkarutbildningen börjat intressera sig för arvsmassan. Han valdes 1993 in i Karolinska Institutets Nobelförsamling. Han disputerade 1978 vid Uppsala universitet med en avhandling om RNA-transkription i Adenovirus. Efter disputationen fortsatte han forska i bland annat Tyskland och USA för att 1987 bli professor på Karolinska Institutet och 1993 bli professor i just utvecklingsbiologi. Vennström var involverad i att ta fram kursmaterial till den webbkurs i ämnet djurförsök som togs fram 2013 när EU:s nya direktiv medförde att alla som på något sätt var involverade i djurförsök behövde genomgå formell certifiering och flera hundra forskare plötsligt behövde utbildas. Innan direktivets ändring kunde man arbeta i upp till två år innan man behövde gå motsvarande kurs. Utöver att genomföra djurförsök har han forskat inom områdena cell- och molekylärbiologi.
År 2016 sommarpratade han om livet och forskningen i Ålands radio.
Han var huvudansvarig för en forskningsartikel i Nature om sköldkörtelhormonreceptorn c-erb-A, som har citerats över 1 400 gånger.

## Opinion
I en debattartikel i Svenska Dagbladet försvarade Vennström användningen av apor som försöksdjur i medicinsk forskning utifrån den stora nytta som försöken medförde. Han jämförde också de svenska primaternas förutsättningar med olika kontraktslaboratorier i bland annat Kina och Indien och menade att omsorgen om aporna i Sverige var bland den bästa i branschen.

## Utmärkelser
- 1991 - Mottagare av Göran Gustafsson-priset i molekylär biologi.
- 1992 - Mottagare av Eric K. Fernströms Svenska pris.[8]
- 1996 - Invald i Kungliga Vetenskapsakademien med nummer 1409, i klassen för biologiska vetenskaper.[9]
- 2014 - Mottagare av Karolinska Institutets silvermedalj.[5]